# Paranonyma perrieri
Paranonyma perrieri là một loài bọ cánh cứng trong họ Cerambycidae.